# Bắc hành tạp lục
Bắc hành tạp lục (北行雜錄, Ghi chép tản mạn trên đường đi sứ phương Bắc) là tập thơ của Đại Thi hào Nguyễn Du, bao gồm 131 bài thơ viết bằng chữ Hán trong khoảng thời gian 1813 - 1814, khi ông đi sứ sang triều đình nhà Thanh (Trung Quốc). Có nguồn ghi 132 bài, do tách thi phẩm Thăng Long thành hai bài riêng do [Nguyễn Du] sáng tác trong khoảng thời gian ông dẫn đầu đoàn sứ bộ [nhà Nguyễn] sang [Trung Quốc] từ đầu năm [Quý Dậu] [1813] đến đầu năm [Giáp Tuất] [1814]. bài thơ chữ Hán do Nguyễn Du sáng tác trong khoảng thời gian ông dẫn đầu đoàn sứ bộ nhà Nguyễn sang Trung Quốc từ đầu năm Quý Dậu 1813 đến đầu năm Giáp Tuất 1814 . 

## Giới thiệu
Theo mục lục in trong Thơ chữ hán Nguyễn Du, thì bài thơ mở đầu tác phẩm Bắc hành tạp lục là bài Long thành cầm giả ca (龍城琴者歌, Bài ca về người gảy đàn ở Thăng Long) được viết khi ông trở ra Thăng Long để lên đường sang Trung Quốc, và bài cuối là Chu phát (舟發, Thuyền ra đi) được làm khi đoàn sứ bộ về đến Vũ Xương (Hồ Bắc, Trung Quốc). Kể từ đó không thấy Nguyễn Du sáng tác hay ghi chép gì thêm.
Đa phần thơ trong Bắc hành thi tập là thơ luật, gồm 76 bài thất ngôn bát cú, 11 bài ngũ ngôn bát cú, 18 bài thất ngôn tứ tuyệt; chỉ có 8 bài thất ngôn cổ phong, ngũ ngôn cổ phong (thuộc thể thơ cổ phong) và 18 bài trường thiên (thất ngôn, ngũ ngôn hoặc trường đoản cú) theo thể ca và hành.
Phần đầu tập thơ là 9 bài mô tả cảnh vật từ Thăng Long đến ải Nam Quan, theo đánh giá của Từ điển văn học (bộ mới) thì trong số đó có 4 bài viết về cố đô Thăng Long đều là những kiệt tác, nhất là bài Long Thành cầm giả ca. Số còn lại (122 bài) sáng tác trên đất Trung Quốc và lấy đề tài trên đất nước này, có thể chia làm hai nhóm:
- Đề tài "lộ trình" gồm khoảng 70 bài, ghi lại những cảm hứng nảy sinh, những điều tai nghe mắt thấy trên từng chặng đường đi, rồi qua đó nhà thơ giãi bày tâm trạng, như Minh Giang chu phát (Đi thuyền trên sông Minh Giang), Thái Bình thành hạ văn xuy địch (Bên thành Thái Bình nghe tiếng sáo thổi), Sơn Đường dạ bạc (Đêm đậu thuyền ở sông Sơn Đường), v.v...Trong số ấy có bài Trở binh hành (Bài hành về việc binh đao làm nghẽn đường), Thái Bình mại ca giả (Người hát rong ở thành Thái Bình), Sở kiến hành (Những điều trông thấy) đều rất xuất sắc và sâu sắc.
- Đề tài "vịnh sử" gồm khoảng 50 tác phẩm, trình bày cảm xúc và suy nghĩ về một loạt nhân vật lịch sử Trung Quốc, nhân đi qua các di tích của họ, như Tương Đàm điếu Tam Lư đại phu (Qua Tương Đàm điếu Tam Lư đại phu), Dự Nhượng chùy thủ hành (Bài hành về cái dao găm của Dự Nhượng), Sở Bá vương mộ (Mộ Sở Bá vương), Độ Hoài hữu cảm Hoài Âm hầu tác (Qua sông Hoài, cảm nhớ Hoài Âm hầu) v.v...Ở nhóm thơ này có khá nhiều bài hay và nổi trội hơn cả là bài thơ Phản chiêu hồn.

Theo Từ điển văn học (bộ mới) thì cũng chính từ các nhân vật lịch sử này, mà Nguyễn Du có cớ để bày tỏ "thái độ dứt khoát về lập trường dân tộc đối với các nhân vật đã trở thành điểm đen trong giai thoại & sử sách Việt Nam, như Triệu Đà, Mã Viện, Minh Thành Tổ...đồng thời nhà thơ có cái nhìn đồng cảm, liên tài đối với những nhân vật biểu trưng cho nền văn hóa Trung Quốc, ở các bài nói về Khuất Nguyên, Đỗ Phủ, Kinh Kha, Kê Khang, Lưu Linh, Dương Quý Phi v.v"...
Điều đặc biệt là mặc dù làm Chánh sứ với biết bao nhiêu công việc ngoại giao phiền toái, Nguyễn Du vẫn viết rất khỏe. Bởi khối lượng tác phẩm trong Bắc hành tạp lục được viết trong khoảng hai năm đi sứ, đã trội hơn toàn bộ sáng tác thơ chữ Hán của ông trong suốt mười mấy năm trước cộng lại.
Giải thích điều này, Từ điển văn học (bộ mới) có đoạn:
Sáng tác được nhiều, một phần vì những vấn đề xã hội trước đây Nguyễn Du mới cảm biết một cách lờ mờ, thỉ bây giờ cuộc sống giúp nhà thơ nhận thấy rõ nét. Phần nữa, nhờ đi ra nước ngoài, nhà thơ có thể mượn nhiều đề tài lấy từ lịch sử và hiện tại của nước người để nói những điều Nguyễn Du muốn nói về nước mình, tránh được sự công kích của các thế lực phong kiến lúc ấy.
Điều đặc biệt khác, Bắc hành tạp lục là một tập thơ sứ trình, vậy mà thơ "thù phụng" (thơ đối đáp, ca ngợi) tuyệt đối không có. Chỉ có, theo GS. Nguyễn Huệ Chi, "con người chủ thể đối thoại với lịch sử. Và lịch sử cũng chỉ được mượn tên để ký thác những hình ảnh, tâm sự, vấn đề thời đại của Nguyễn Du. Tính chất vịnh sử vì thế rất mờ nhạt, trái lại, cá tính sáng tạo của tác giả biểu hiện rất rõ và sâu. Có thể nói Nguyễn Du đã sử dụng vốn sống nhiều mặt, tích lũy được trong thời đại bão táp của mình, để tái hiện diện mạo của lịch sử và văn hóa Á Đông truyền thống, thông qua cảm hứng của cái "tôi" trí tuệ và trữ tình".

## Nhận xét
Bắc hành tạp lục là một tập thơ có trên trăm bài, cho nên chỉ có thể trích lại một số nhận xét có tính cách khái quát như sau:
Nói về mảng thơ chữ Hán, trong đó có Bắc hành tạp lục, sách Ngữ văn 10 (Tập 2) có đoạn:
"Thơ chữ Hán của Nguyễn Du thể hiện tư tưởng, nhân cách của ông. Các bài thơ trong Thanh Hiên thi tập và Nam trung tạp ngâm tuy biểu hiện một tâm trạng buồn đau, day dứt nhưng đã cho thấy rõ khuynh hướng quan sát, suy ngẫm về cuộc đời, về xã hội của tác giả.
Trong Bắc hành tạp lục, những điểm đặc sắc tư tưởng, tình cảm của Nguyễn Du được thể hiện rõ ràng hơn. Có ba nhóm đáng chú ý: Một là ca ngợi, đồng cảm với các nhân cách cao thượng và phê phán những nhân vật phản diện. Hai là phê phán xã hội phong kiến chà đạp quyền sống con người. Ba là cảm thông với những thân phận nhỏ bé dưới đáy xã hội, bị đọa đày hắt hủi"...
Nhà thơ Xuân Diệu nêu cảm nghĩ:
Bắc hành tạp lục là một tập bút ký ghi cảm tưởng dọc đường. Nhân nhìn thấy được một di tích lịch sử nào đó ở Trung Quốc, gợi nhớ đến việc trong nước, nhớ đến những người ông tiếp xúc trong chốn quan trường, thì ông hết lời xỉ mắng, là phường xu danh trục lợi chỉ "cốt cầu phú quý để vênh vang với vợ con" (Tô Tần đình), là giới quan lại "ra ngoài ngựa ngựa, xe xe". "bàn bàn tán tán, như ông Cao, ông Quỳ" cốt che đậy "nanh vuốt, nọc độc" để "nhai xé thịt người ngọt xớt như đường", trong khi đó thì nhân dân "chỉ là những gầy gò, không ai béo tốt" (Phản chiêu hồn)...
Tuy vậy, nhìn chung thơ trong Bắc hành tạp lục, đa phần để lại cảm giác chung của một buổi chiều thu tê tái. Buổi chiều đó là xã hội phong kiến ở Việt Nam, ở Trung Quốc, phản ảnh trong tâm hồn Nguyễn Du. Trên con đường đi sứ, nhà thơ được thấy nhiều cảnh xưa nổi danh và đây là những dịp tức cảnh, đề vịnh, cảm hoài.
Trong thơ đi sứ, phần nhiều là điếu cổ, mượn cái cổ mà nói cái kim, một cách như rút những quy luật của lịch sử làm kinh nghiệm, làm bài học. Do trên đường dài thay đổi, do ôn lại một khoảng lịch sử Trung Quốc dài mấy nghìn năm, những thơ khi đi sứ bớt cái vẻ đơn điệu của thơ ở trong nước, tuy vậy, vẫn còn một không khí trầm trầm.
Nhưng Nguyễn Du là một tâm hồn nghệ sĩ lớn, nên có những cái vượt bậc đột ngột, có những cái lượng biến thành chất kỳ diệu, nghĩa là trong cái buổi chiều thu tê tái trên bỗng nhiên có sấm chớp mưa gió bão bùng, có bài Phản Chiêu hồn, căm giận trên đầu tóc dựng...
Và ở bài viết của GS. Nguyễn Huệ Chi về tập thơ này, có đôi điều đáng chú ý sau: 
- Mọi ba động đầy kịch tính của lịch sử Việt Nam cuối thế kỷ 18 và nửa đầu thế kỷ 19 đã ập vào Nguyễn Du một cách khá đồn dập. làm cho ông choáng váng về tư tưởng, và không phải đã dễ dàng tìm ngay được một lẽ sống, một chỗ đứng nào vững vàng ổn định. Có hiểu như thế thì mới hiểu nổi vì sao trên đường đi sứ, nhà thơ mới đề cao Dự Nhượng hết lòng với chủ, vừa mới bài bác Giả Nghị không hiểu được tấm lòng cô trung "liệt nữ không thờ hai chồng" của Khuất Nguyên, thì liền sau đó ông lại đã chê trách cái thái độ thiếu sáng suốt của Phạm tăng, chỉ biết giữ lòng trung với nước Sở mà không chịu hiểu rằng " mệnh trời" đã thuộc về nhà Hán.
- Không nên lấy gì làm lạ khi thấy trong những bài thơ nói về quần chúng, sau khi đặt cái "tôi" trữ tình ra ngoài cuộc để dễ miêu tả, Nguyễn Du thường nhập chúng trở lại rồi liên hệ với bản thân mình. Như trong Thái Bình mại ca giả, dù ở cương vị một ông Chánh sứ, Nguyễn Du vẫn không ngại vạch đôi chỗ trái ngược giữa cuộc sống của ông già mù với những kẻ như mình, được tiếp đãi long trọng. Như trong bài Sở Kiến hành, trước "nỗi cực nhọc ngồi chờ chết" của mấy mẹ con người nông dân nọ, Nguyễn Du lại vẽ ra cái hình ảnh "no nê thừa mứa" của đoàn sứ bộ...
- Các hình tượng nhân vật đối lập cứ xuất hiện theo thế song song tương phản, thành từng cặp không rời. Như hình ảnh Khuất Nguyên ôm "tấm lòng cô trung" chìm xuống đáy sông đi liền với hình ảnh một bọn người "ngựa xe vênh váo"; như cái chết oan uổng của ba nhân vật hào hiệp là Kinh Kha, Điền Quang, Phàn Ô Kỳ được đặt bên khung ảnh "vua Tần vẫn ngồi cao vòi vọi" nơi kinh đô Hàm Dương; như bên cạnh tượng Nhạc Phi có tượng Tần Cối; và nỗi oan không được cởi của nàng Dương Quý Phi bên cái hình ảnh "phỗng đứng" của cả một triều đình nhà Đường.
- Đúng như nhà thơ Xuân Diệu đã nói, bài thơ Phản Chiêu hồn trong Bắc hành tạp ngâm, là một tiếng kêu của Nguyễn Du đột ngột bật lên giữa cả một chuỗi suy nghĩ trầm trầm trong thơ chữ Hán. Đây quả là cao độ của một tiếng nấc, của một bế tắc, của một bi kịch và chưa ở đâu sự bi phẫn và đau thương dồn lên cao vút như ở bài Phản chiêu hồn.[12]